# 4383 Suruga
4383 Suruga (1989 XP) là một tiểu hành tinh vành đai chính được phát hiện ngày 1 tháng 12 năm 1989 bởi Yoshiaki Oshima ở Gekko.